# Михайловская церковь (Юрковцы)
Михайловская церковь — православный храм и памятник архитектуры местного значения в Юрковцах.

## История
Решением исполкома Черниговского областного совета народных депутатов от 28.04.1987 № 119 присвоен статус памятник архитектуры местного значения с охранным № 48-Чг под названием Михайловская церковь. На здании установлена информационная доска.

## Описание
Михайловская церковь построена в 1837 году вместо деревянной, при этом самая первая деревянная церковь в селе построена до 1666 года.
Каменный, оштукатуренный, одноглавый, пятидольный (пятисрубный — 5 объёмов), крестообразный в плане храм. К западному объёму примыкает тамбур перед входными дверями бабинца (притвора). К восточному объёму примыкает экседра (полукруглая ниша), которая ниже основного объёма, перекрытая полукуполом. Увенчан гранёным куполом на восьмигранном барабане.
Фасад украшают карнизы, ниши. В экстерьере на экседре сохранилась художественная роспись.